# Disney's Port Orleans Resort
Disney's Port Orleans Resort - French Quarter y Disney's Port Orleans Resort - Riverside son un par de resorts ubicados en Walt Disney World Resort en Lake Buena Vista, Florida, temátizados para que los visitantes sientan que pasan la noche en Nueva Orleans y el lejano sur. Ambos resorts están localizados en el área Disney Springs.
Disney's Port Orleans Resort French Quarter fue diseñado para reflejar el diseño y la arquitectura de la zona de French Quarter en Nueva Orleans. El resort fue abierto el 17 de mayo de 1991 como Disney's Port Orleans Resort con 432 habitaciones en tres edificios que fueron expandidos a las actuales 1.008 habitaciones en siete edificios triples que contienen 144 habitaciones cada uno.
Disney's Port Orleans Resort Riverside fue diseñado para reflejar el estilo del sur a lo largo del río Misisipi. El resort fue abierto el 2 de febrero de 1992 como el Disney's Dixie Landings Resort con 2.048 habitaciones. El resort fue dividido en dos áreas tematizadas llamadas Alligator Bayou y Magnolia Bend. Alligator Bayou está compuesta de 1,024 habitaciones distribuidas en 16 edificios de estilo rústico, y de campo con 64 habitaciones cada uno. Magnolia Bend se compone de 1.024 habitaciones distribuidas en cuatro edificios con estilos de las mansiones en las plantaciones sureñas que contienen 256 habitaciones cada uno.
Los dos resorts están conectados entre sí y con Disney Springs por medio del Sassagoula River.

## Fusión
Iniciando el 1 de marzo de 2001 un cambio total comenzó a modificar el tema de los resorts Disney's Port Orleans Resort y Disney's Dixie Landings Resort. Las propiedades de ambos predios se convirtieron en "regiones" de un Disney's Port Orleans Resort el 1 de abril de 2001. Las regiones se llamaron French Quarter y Riverside, respectivamente. Los cambios condujeron a una modificación interna de ambas regiones incluida la pérdida del Bonfamille's Cafe en la región de the French Quarter. También condujo a agregar un alquiler de bicicletas y botes. Los huéspedes de la región French Quarter deberían usar algunas de las facilidades de la región Riverside. Las últimas partes de Bonfamille's Cafe fueron eliminadas el 5 de agosto de 2000. Otros cambios tuvieron lugar cuando el bar Colonel's Cotton Mill se transformó en Riverside Mill.

## Gastronomía
Ambos resorts poseen un restaurante con servicio, Boatwright's Dining Hall que está ubicado en la región de Riverside y presenta platos americanos. Esta tematizado con objetos náuticos y hecho de madera de barcos.
Boatwright's Dining Hall está franqueado por River Roost que realiza fiestas nocturnas en días selectos, y Riverside Mill Food Court. También hay un bar cerca de la piscina de nombre Muddy Rivers en Ol' Man Island.
En la zona del French Quarter hay más puestos de comidas: por ejemplo, Sassagoula Floatworks y Food Factory. Allí se encuentra también el Scat Cat's Club, otro club nocturno que realiza festejos. El bar de la piscina se llama Mardi Grogs.

## Recreación
En Disney's Port Orleans Riverside se encuentra Ol' Man Island, una isla de tres hectáreas y media de extensión, que posee una piscina de 158.000 galones, con un tema rústico y toboganes de agua. La isla es la base de un playón recreativo, con una arquitectura que imita a la de un fuerte, y en Fishin' Holedonde los huéspedes pueden alquilar cañas de pescar, redes y carnada.
La zona de Riverside posee una Marina, donde los huéspedes pueden alquilar botes, bicicletas acuáticas o canoas.
Disney's Port Orleans French Quarter tiene la llamada Doubloon Lagoon, una piscina de 225.000 galones, con un tobogán de agua en forma de serpiente marina, de nombre Scales, que está rematada por una representación del Rey Neptuno. La zona también cuenta con un playón recreativo.
Ambas zonas disponen de salones de videojuegos, donde los huéspedes poseen una tarjeta de saldo para usar.

## Trivia
El velero reconstruido en Boatwright's Dining Hall es una auténtica réplica del New Orleans Lugger que navegó por el río Misisipi en 1820.
El árbol Southern Oak Tree (Quercus virginiana) en Ol' Man Island en la región Riverside fue desplazado 12 millas del lugar que ahora ocupa el parque temático Disney's Animal Kingdom en abril de 1991 por cientos de personas, debido a que este medía 55 pies y pesaba 85 toneladas. La replantación tuvo lugar el 22 de abril de 1991.

### French Quarter
- Official site
- All Ears Net
- Dockside Canepole Fishing at Port Orleans Riverside

### Riverside
- Official site
- All Ears Net

- Datos: Q3030339
- Multimedia: Disney's Port Orleans Resort / Q3030339